# Teifi Valley Railway
| |                     |                                     |                                     |
| Streckenlänge: | 3,2 km              |                                     |                                     |
| Spurweite: | 610 mm (2-Fuß-Spur) |                                     |                                     |
| |                     |                                     |                                     |
| \| \| \| Carmarthen and Cardigan Railway \| \| \| \| Ende Schmalspurbahn \| \| \| \| Henllan \| \| \| \| Brücke 52 Straßenüberführung \| \| \| \| Henllan (alter Bahnhof) \| \| \| \| Brücke 53 Fußweg \| \| \| \| Forest Halt \| \| \| \| Pontprenshitw \| \| \| \| Brücke 54 Cynllo-Fluss \| \| \| \| Brücke 55 Mini-Pont \| \| \| \| Llandyfriog \| \| \| \| Brücke 56 Zugang Bauernhof und Bach \| \| \| \| Brücke 57 Admiralsbrücke \| \| \| \| Brücke 58 Zugang Bauernhof \| \| \| \| Llandyfriog Riverside \| \| \| \| Carmarthen and Cardigan Railway \| |                     |                                     |                                     |
| Strecke (außer Betrieb) |                     | Carmarthen and Cardigan Railway     | Carmarthen and Cardigan Railway     |
| |                     | Ende Schmalspurbahn                 |                                     |
| Bahnhof |                     | Henllan                             | Henllan                             |
| Strecke mit Straßenbrücke |                     | Brücke 52 Straßenüberführung        | Brücke 52 Straßenüberführung        |
| ehemaliger Bahnhof |                     | Henllan (alter Bahnhof)             | Henllan (alter Bahnhof)             |
| Brücke |                     | Brücke 53 Fußweg                    | Brücke 53 Fußweg                    |
| Bahnhof |                     | Forest Halt                         | Forest Halt                         |
| Bahnhof |                     | Pontprenshitw                       | Pontprenshitw                       |
| Brücke über Wasserlauf |                     | Brücke 54 Cynllo-Fluss              | Brücke 54 Cynllo-Fluss              |
| Brücke |                     | Brücke 55 Mini-Pont                 | Brücke 55 Mini-Pont                 |
| Bahnhof |                     | Llandyfriog                         | Llandyfriog                         |
| Brücke |                     | Brücke 56 Zugang Bauernhof und Bach | Brücke 56 Zugang Bauernhof und Bach |
| Brücke |                     | Brücke 57 Admiralsbrücke            | Brücke 57 Admiralsbrücke            |
| Brücke |                     | Brücke 58 Zugang Bauernhof          | Brücke 58 Zugang Bauernhof          |
| Kopfbahnhof Strecke ab hier außer Betrieb |                     | Llandyfriog Riverside               | Llandyfriog Riverside               |
| Strecke (außer Betrieb) |                     | Carmarthen and Cardigan Railway     | Carmarthen and Cardigan Railway     |

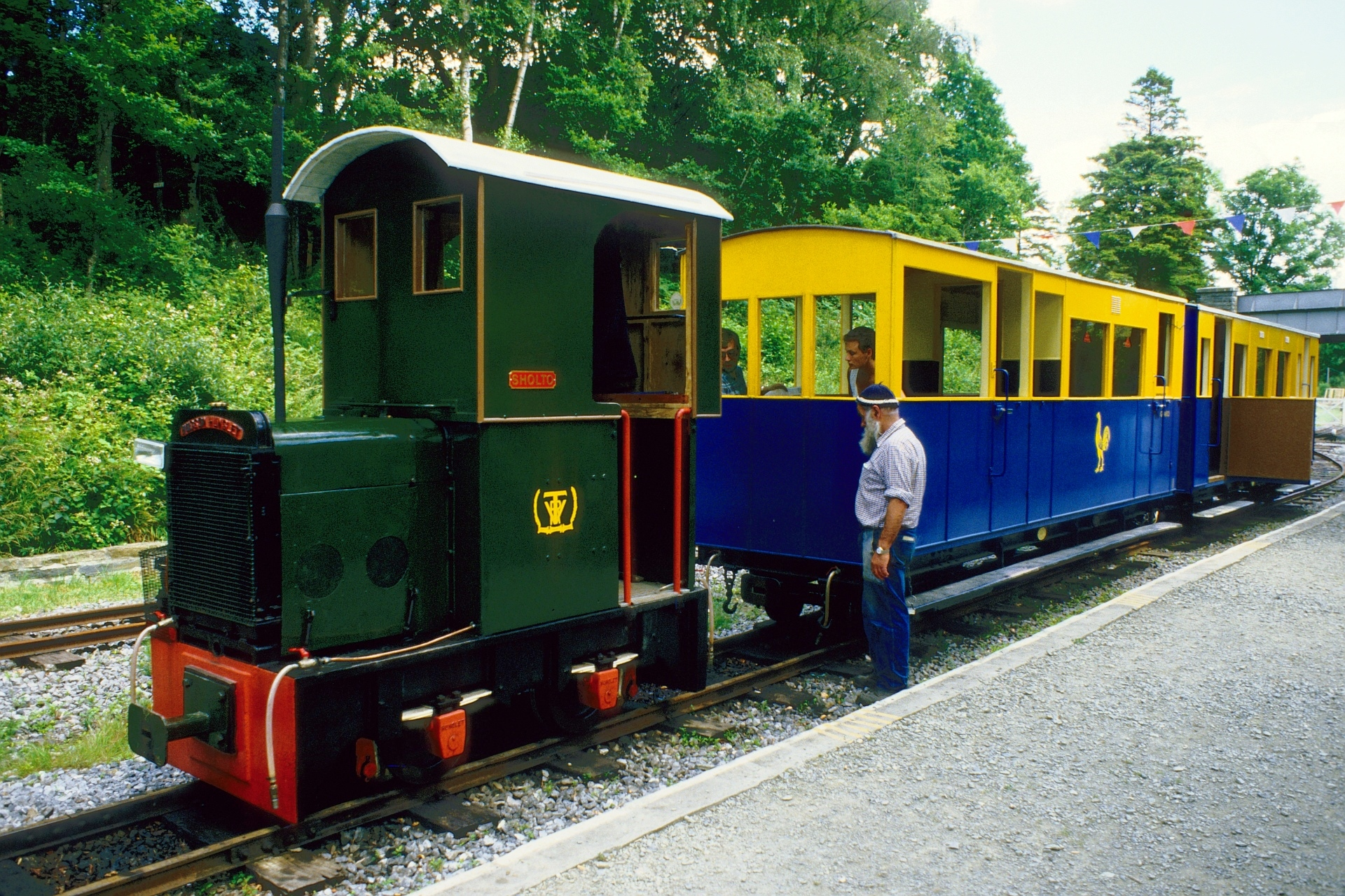
Teifi Valley Railway (1987)

Die Teifi Valley Railway (walisisch: Rheilffordd Dyffryn Teifi) ist eine Schmalspurbahn in der Spurweite von 610 Millimetern (2 Fuß), die in der südwalisischen Grafschaft Ceredigion zwischen Llandysul und Castell Newydd Emlyn entlang des Teifi verkehrt. Es ist eine touristische Schmalspurbahn auf einem Teil der Carmarthen and Cardigan Railway, später Teil der Great Western Railway. Nachdem die normalspurige Strecke stillgelegt und abgebaut worden war, haben Eisenbahnfreunde auf dem alten Trassee die Schmalspurbahn aufgebaut. Zurzeit verkehrt sie zwischen dem Weiler Henllan und Llandyfriog. Eine Verlängerung nach Castell Newydd Emlyn (Newcastle Emlyn) und schließlich Pentrecwrt sind angedacht.

## Betrieb
Die Museumsbahn wurde von einem Verein aufgebaut. Die Infrastruktur und das Rollmaterial wurden in eine nicht gewinnorientierte Aktiengesellschaft nach britischem Recht überführt:
- Infrastrukturunternehmen: Rheilffordd Dyffryn Teifi PLC (Teifi-Tal-Bahn AG)
- Betreiber: Rheilffordd Dyffryn Teifi Cymdeithas (Teifi-Tal-Bahn Verein)